# Violett Beane
Violett Beane (nascida em 18 de maio de 1996) é uma atriz de cinema e televisão americana, mais conhecida por seu papel como Jesse Chambers Wells / Jesse Quick em The Flash.

## Vida pessoal
Beane nasceu em São Petersburgo, na Flórida. Aos dez anos, mudou-se para Austin, no Texas, onde cresceu e continua a chamar de lar. Depois de se mudar para Austin, Beane se apaixonou por apresentações e fez teatro durante todo o ensino médio. Embora Beane sempre sentisse que ela deveria se apresentar de alguma forma, não foi até o último ano do ensino médio que ela voltou seu foco para a atuação profissional.

## Carreira
Em 2015, Beane conseguiu um papel recorrente na segunda temporada da série da HBO, The Leftovers. Beane interpretou Taylor Truitt, uma garota local em Jarden, Texas, que desapareceu junto com outras duas garotas.
Seguindo The Leftovers, Beane foi escalada para o drama de super-heróis da The CW, The Flash, como Jesse Chambers Wells (apelidado de "Jesse Quick"), a filha de Harrison Wells (Tom Cavanagh). Jesse é um estudante universitária brilhante que é pega na batalha entre o Flash (Barry Allen) e Zoom. Nos quadrinhos do Flash, Jesse Quick é uma velocista que se torna namorada de Wally West (interpretado por Keiynan Lonsdale). Beane retorna como Jesse na terceira temporada.
Beane deve se estrear na série de drama médico da Fox, The Resident como Lily, um paciente com câncer sob os cuidados do Dr. Conrad Hawkins (Matt Czuchry) e do Dr.Devon Pravesh (Manish Dayal). Abandonada por seu noivo e longe de casa, Lily inspira a equipe do hospital a ser protetora e emocionalmente envolvida em seu desfecho. O curso de seu tratamento pela famosa oncologista, Dra. Lane Hunter (Melina Kanakaredes) é uma chave crucial para o arco de suspense da temporada.
Em 24 de maio de 2017, Beane foi escalado como Markie Cameron no filme de suspense sobrenatural da Blumhouse, Truth or Dare. O filme foi lançado nos cinemas em 13 de abril de 2018.
Os créditos cinematográficos de Beane incluem o filme de terror indie Flay, Slash e o documentário Tower, que se concentra na filmagem da Universidade do Texas em Austin em 1966, que foi o primeiro tiroteio em escolas de massa nos Estados Unidos. Em Tower, Beane retrata Claire Wilson, que estava grávida de oito meses durante o tiroteio e perdeu seu bebê e namorado naquele dia. Tower é produzido executivo por Luke Wilson e Meredith Vieira.

## Filmografia
| Ano  | Título        | Papel          | Notas                          |
| ---- | ------------- | -------------- | ------------------------------ |
| 2016 | Slash         | Lindsay        |                                |
| 2016 | Tower         | Claire Wilson  | Filme documentário de animação |
| 2017 | Flay          | Bethany        |                                |
| 2018 | Truth or Dare | Markie Cameron | Longa-metragem                 |

| Ano       | Título              | Papel                   | Notas                              |
| --------- | ------------------- | ----------------------- | ---------------------------------- |
| 2015      | The Leftovers       | Taylor                  | Papel recorrente; 5 episódios      |
| 2015–2018 | The Flash           | Jesse Wells/Jesse Quick | Papel recorrente; 21 episódios     |
| 2016      | Chicago P.D.        | Maya Collins            | Episódio: "Some Friend"            |
| 2018      | Legends of Tomorrow | Jesse Wells             | Episódio: "Necromancing the Stone" |
| 2018      | The Resident        | Lily Kendall            | Papel recorrente; 8 episódios      |
| 2018–2020 | Deus Me Adicionou   | Cara Bloom              | Elenco principal; 42 episódios     |